# Луи Си Кей
Луи Секей (англ. Louis Szekely /ˈluːi ˌseɪˈkeɪ/), 12 сентября 1967), более известен под псевдонимом Луи Си Кей (англ. Louis C. K.) — американский стендап-комик, актёр, сценарист, продюсер и режиссёр, обладатель премий «Эмми» и «Грэмми».

## Биография

### Ранние годы
Луи родился в Вашингтоне 12 сентября 1967 года в семье отца экономиста Луиса Секея (Luis Székely) и матери инженера-программиста Мари Луизы (Mary Louise) (урождённая Дэвис). Родители Луи встретились в Гарвардском университете, где его мать проходила учёбу в летней школе. Они поженились в церкви Святого Франциска в Траверс-Сити (Мичиган). У Си Kея три сестры. Его дед по отцу, венгерский еврей Геза Секей Швайгер (Dr. Géza Székely Schweiger), был хирургом, семья которого иммигрировала в Мексику. Там он встретил бабушку Луи — Розарио Санчес Моралес (Rosario Sánchez Morales). Мать Луи, американка с ирландскими корнями, выросла на ферме в Мичигане. Окончила среднюю школу в Овоссо (Мичиган). Она училась в Мичиганском университете и окончила Университет штата Огайо. Дед и бабушка по материнской линии Альфред Дэвис (Alfred C. Davis) и Эм Луиза Дэвис (M. Louise Davis).
Вскоре после рождения сына семья переехала на родину отца в Мехико, где он получил степень в Национальном автономном университете Мексики до окончания Гарварда. Первый язык Луи — испанский, только после возвращения в США, когда ему было семь лет, он начал изучать английский язык. Он утверждает, что забыл большую часть испанского, хотя по-прежнему имеет мексиканский паспорт вместе с американским. Семья возвращается в США и поселяется в пригороде Бостона (Массачусетс). После переезда, Луи хотел стать писателем и комиком, ссылаясь на Ричарда Прайора, Стива Мартина и Джорджа Карлина как людей, оказавших на него влияния.
Когда ему было десять, его родители развелись. Луи вспоминает, что отец был рядом, но они редко виделись, а когда отец снова женился, он обратился в ортодоксальный иудаизм, веру своей новой жены. Мать воспитывала его и ещё троих детей одна в Ньютоне (Массачусетс). Тот факт, что его мать смотрела плохие, на вкус Луи, телепередачи, когда возвращалась с работы, вдохновило его на работу на телевидении. Мать Луи воспитывала своих детей как католиков и они посещали католический класс после школы. Cи Kей говорит, что вся его семья по-прежнему живёт в Мексике. Дядя, доктор Франциско Секей (Dr. Francisco Székely), является научным и международным консультантом по вопросам окружающей среды и занимал пост заместителя министра окружающей среды Мексики с 2000 по 2003 годы.
Луи учился в средней школе Ньютон-Норт (Newton North High School), которую окончил в 1985 году. В этой школе также учился будущая звезда сериала «Друзья» Мэтт Леблан. После окончания школы он работал автомехаником и на телеканале общественного доступа в Бостоне. По словам Си Кея, работа на телевидении дала ему доступ к инструментам и технические знания, чтобы делать короткометражные фильмы, а затем и телевизионные шоу. «Обучение — это моя любимая вещь», — сказал он. Он также работал некоторое время в качестве повара и в магазине видео.

### 1984—1997: начало карьеры
В 1984 году Луи снял комедийный короткометражный фильм «Трэшовый день». Школа искусств им. Тишей Нью-Йоркского университета (The New York University Tisch School of the Arts) проявила к нему интерес в качестве режиссёра, но вместо этого он решил продолжить карьеру в стендап-комедии. Первая попытка Си Кея в стендапе была в 1985 году на открытом микрофоне в комедийном клубе Бостона, во времена пика комедийного бума. Ему дали пять минут времени, но у него было всего две минуты материала. Он был настолько обескуражен опытом, что он не выступал в течение двух лет. Он и Марк Марон позже вспоминали о своей ранней карьере и дружбе в подкасте WTF (WTF Podcast). По мере того как комедийная сцена Бостона росла, Луи постепенно добивался успеха, выступая вместе с такими артистами, как Денис Лири и Ленни Кларк, и в итоге он перешёл на платные концерты, разогревая Джерри Сайнфелда и выступал как ведущий в комедийных клубах, пока не перебрался в Манхэттен в 1989 году. Он выступал во многих телевизионных программах, включая «Вечер импровизации» и «Звёздный поиск». Короткометражный фильм Си Кея «Мороженое» (1993 год) был показан в 1995 году на фестивале короткометражек в Аспене.
В 1993 году он безуспешно прослушивался для «Субботним вечером в прямом эфире», хотя позже он работал с Робертом Шмигелем в «TV Funhouse», рубрике этой программы. Самая ранняя писательская работа Луи была для Конана О’Брайена в вечернем ток-шоу «Поздняя ночь с Конаном О’Брайеном» с 1993 по 1994 год, также он немного писал для «Позднего шоу с Дэвидом Леттерманом» в 1995 году. Си Кей женился на художнице Аликс Бейли (Alix Bailey) в 1995 году. У них две общие дочери. На протяжении весны 1996 года Луи был главным сценаристом для «Шоу Дана Кэрви», его авторами также были Стив Карелл, Стивен Кольбер, Роберт Шмигель и Чарли Кауфман. Шоу отменили после семи эпизодов. С 1997 по 1999 год он писал для «Шоу Криса Рока». Его работа на шоу была номинирована на прайм-таймовую премию «Эмми» за лучший сценарий трижды, одну из которых он выиграл в 1999 году. Он также был номинирован на эту премию за сценарий для «Поздней ночи с Конаном О’Брайеном» в 2000 году. Он описывает свой подход к написанию сценариев как «деконструкция», которая является одновременно и болезненной, и пугающей.

### 1998—2004: внимание на кинопроизводстве
В 1998 году Луи написал и снял независимый чёрно-белый фильм «Завтра вечером», премьера которого состоялась на кинофестивале Сандэнс. В 1999 году он организовал шоу «Ярлыки» на PBS, в котором были представлены независимые короткометражные фильмы, в том числе некоторые из них, сделанные самим Си Кеем. Также в этом году он написал и снялся в пародийном шоу талантов «Мерзкий тупица». В 2001 году Луи выступил на стендап-шоу серии «Comedy Central представляет».
В 2001 году Cи Kей написал и срежиссировал художественный фильм «Пути Тэнг», который был адаптирован из скетча, показанного на «Шоу Криса Рока», а сам Крис исполнил одну из второстепенных ролей. Фильм получил в основном негативные отзывы критиков, но стал культовой классикой. С тех пор Рок и Си Кей написали два сценария вместе: «Обратно на Землю» (2001) и «Кажется, я люблю свою жену» (2007). Его первый концертный альбом «Живое выступление в Хьюстоне» был выпущен в 2001 году. В 2002 году он озвучил отца Брендона Смолла, Эндрю, в мультсериале «Домашнее видео». Луи был среди сочинителей комедийного скетч-шоу «Седрик Развлекатель представляет».

### 2005—2009: прорыв как стендап-комика, «Счастливчик Луи» и развод

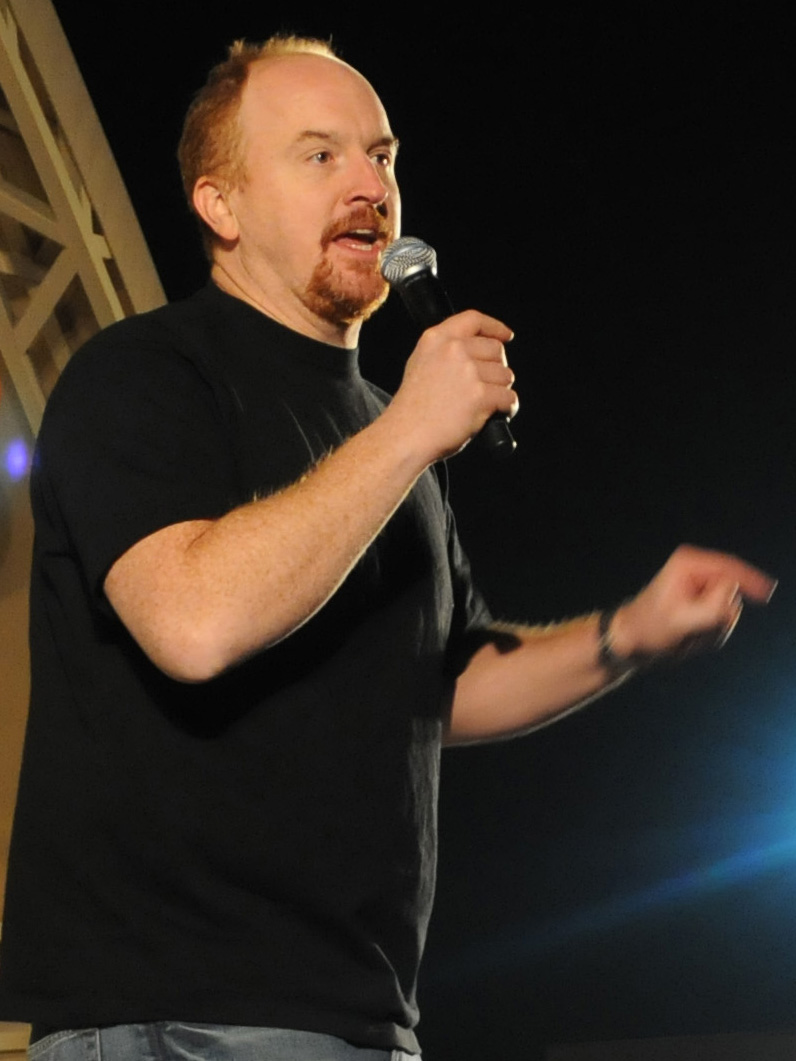
Луи Си Кей выступает в Кувейте, декабрь 2008 года.

В августе 2005 года Луи снялся в получасовом спешеле HBO в рамках стендап-серии «Выступление на одну ночь». Вдохновлённый трудовой этикой коллеги-комика Джорджа Карлина, который обязался показывать в каждом году новый материал, в июне 2006 года Си Кей написал сценарий и снялся в главной роли в сериале «Счастливчик Луи». Премьера состоялась на HBO и была снята на видеокамеру в студии перед живой аудиторией, это был первый сериал канала в таком формате. Сериал описывает реалистичное изображение семейной жизни. HBO закрыл сериал после первого сезона по ряду причин, от содержания самого шоу до экономических сложностей канала. В 2008 году он появился в трёх фильмах: «Добро пожаловать домой, Роско Дженкинс!», «В одно ухо влетело» и «Взрослая неожиданность». Cи Kей выпустил свой первый часовый спешл «Бесстыжие» в 2007 году, который транслировался на HBO и позже был выпущен на DVD. В марте 2008 года он записал второй часовой спешл «Потрёпанный», премьера которого состоялась на Showtime 4 октября 2008 года, и был номинирован на прайм-таймовую премию «Эмми».
Луи и его жена Аликс развелись в 2008 году, они делят совместную опеку над своими детьми. В интервью 2010 года Си Кей намекнул на то, что его брак был центральным в его выступлениях и жизни, и ему понадобилось около года, чтобы понять: «Я собираю здесь истории, которые стоит рассказать». Один из элементов его подготовки к выступлениям состоял в том, что он тренировался в том же боксёрском зале, что и Микки Уорд, пытаясь научиться постоянно выполнять грубую и скучную работу.
18 апреля 2009 года Си Кей записал концертный фильм «Уморительно». В отличие от своих предыдущих спешлов, которые были созданы для телевизионных сетей, этот был создан независимо — режиссёром выступил сам Луи — и был продан Epix и Comedy Central. В результате он не был выпущен до конца 2010 года. Концерт был выпущен на DVD и CD в 2011 году. С 2009 по 2012 годы Луи играл в сериале «Парки и зоны отдыха» Дейва Сандерсона, полицейского и бывшего бойфренда Лесли Ноуп. Он также снялся в романтическом комедийном фэнтезийном фильме «Изобретение лжи».

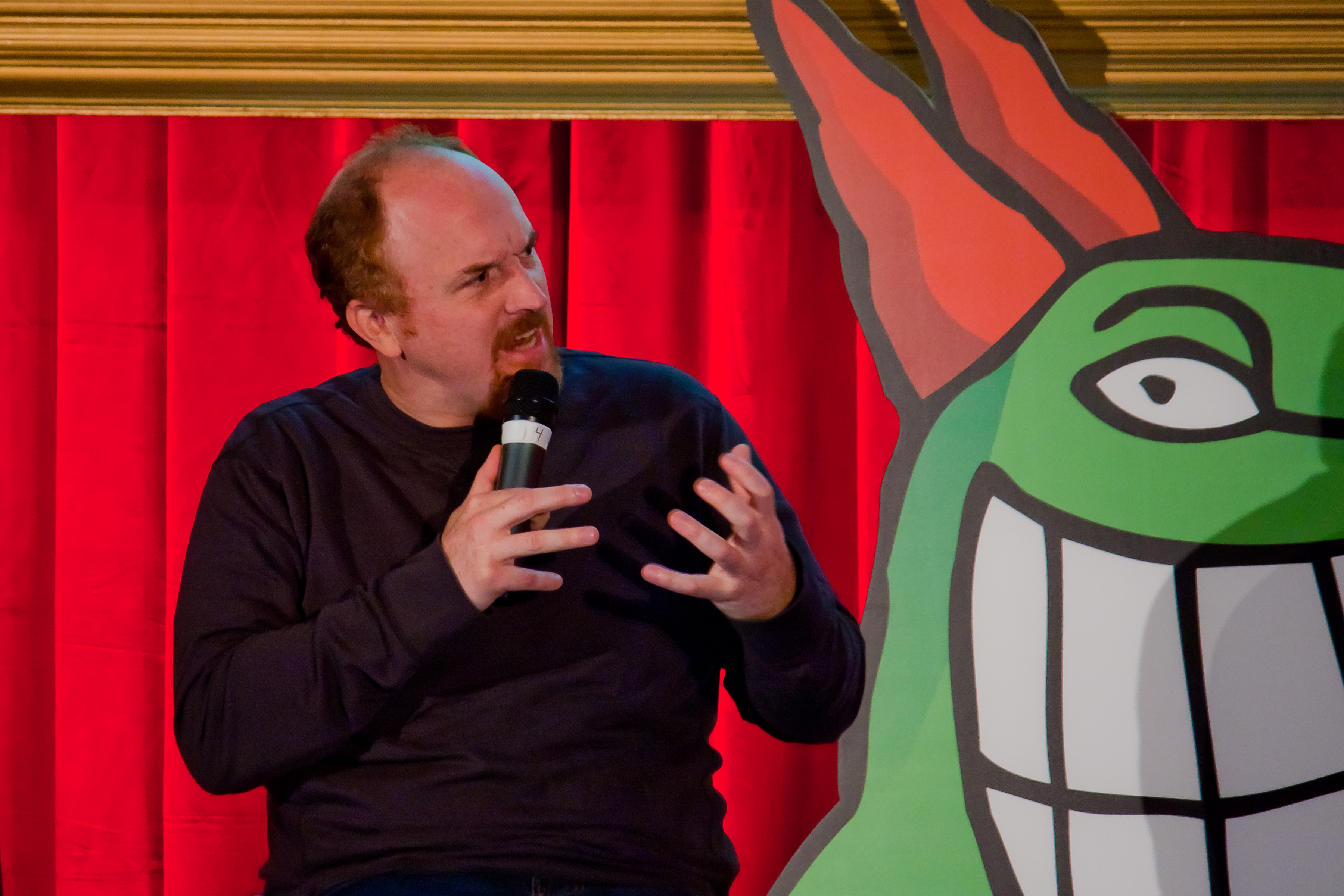
Луи Си Кей выступает в Монреале, 29 июля 2011 года.

### 2011—2015: Продолжающийся успех, «Луи» и контракт с FX
Телеканал FX приобрёл у Си Кея сериал «Луи» в августе 2009 года, в котором Луи выступил как главный герой, сценарист, режиссёр и монтажёр. В шоу представлены стендап выступления перемешанные с жизнью за сценой, частично основанные на его личном опыте жизни разведённого, стареющего отца. Премьера шоу состоялась 29 июня 2010 года. За сериал «Луи» Си Кей был пять раз (2011—2015 гг.) номинирован на прайм-таймовую премию «Эмми» как лучший актёр и выиграл две «Эмми» в 2011 году за эпизод этого сериала «Беременность» и за свой спешл «Живое выступление в Театре Бикон».
В 2013 году Луи снялся в фильмах «Афера по-американски» и «Жасмин», в связи с этим сериал «Луи» взял перерыв на 19 месяцев после третьего сезона. Сериал продержался 5 сезонов и был закрыт в 2015 году, а в ноябре 2017 года FX прекратили своё деловое партнёрство с Си Кеем, после того как он подтвердил, что ряд обвинений о сексуальном домогательстве против него были правдой.
Пятый часовой спешл Си Кея «О, мой Бог!» был записан в Финиксе (Аризона), его премьера состоялась на HBO 13 апреля 2013 года.

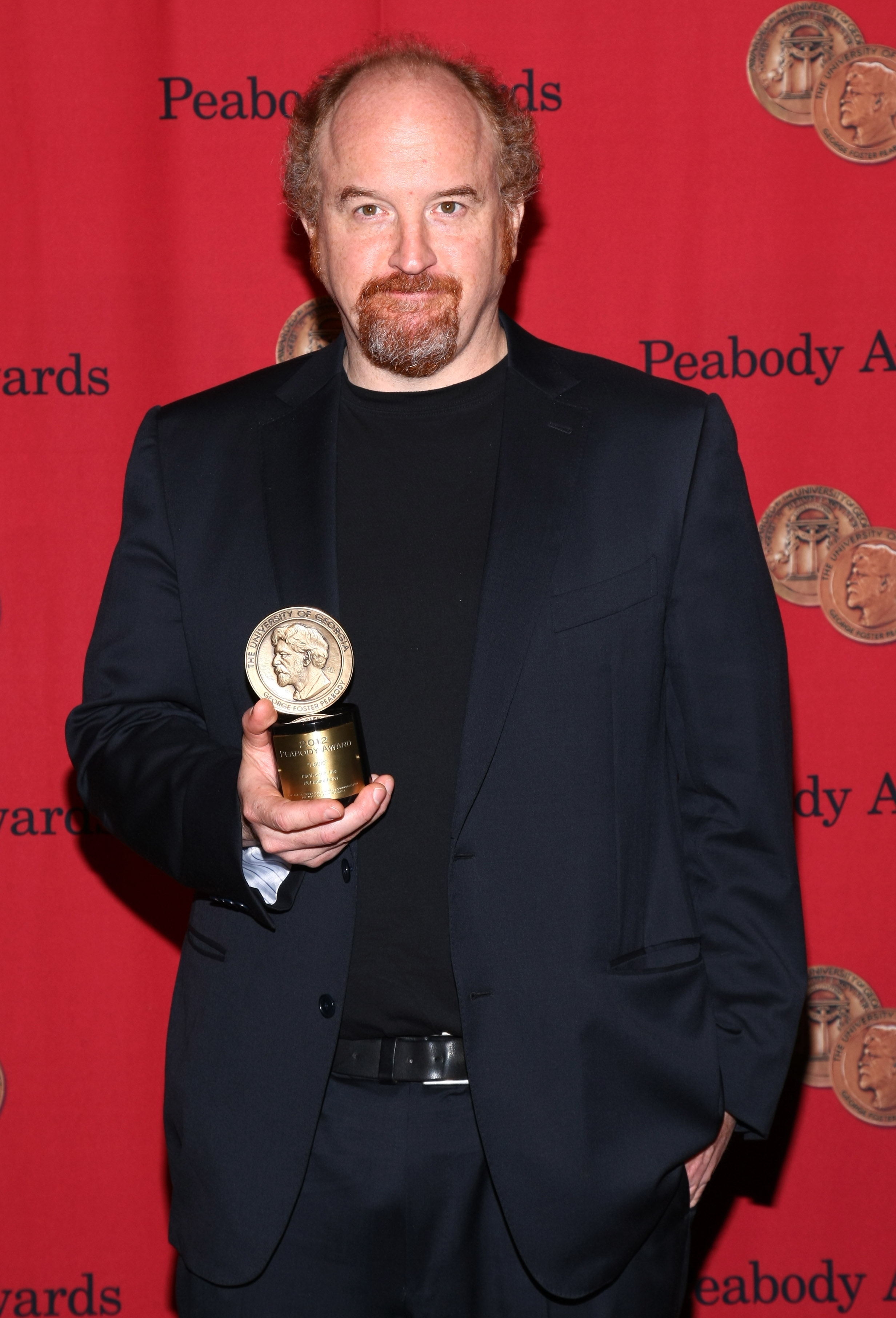
Си Кей на 72-й ежегодной Премии Пибоди в 2013 году.

Производственная компания Луи «Pig Newton», где он работает с продюсером Блэром Брирдом, подписала контракт на разработку пилотных проектов для «FX Networks» в 2013 году. В заявлении января 2014 года говорилось, что Си Кей будет продюсером и соавтором созданного Заком Галифианакисом для «FX Networks» комедийного сериала «Баскетс», премьера которого состоялась 21 января 2016 года. Луи выложил свое шестое часовое «Живое выступление в „Комедийном Магазине“» на своём веб-сайте в январе 2015 года. Специальная премьера состоялась исключительно на FX 28 мая 2015 года.
В мае 2015 года было объявлено, что Луи будет сценаристом, режиссёром и снимется в фильме «Я коп», который будет спродюсирован Скоттом Рудином, Дэйвом Бекки и Блэром Брирдом с бюджетом в 8 млн долларов, но позже он отменил проект. Си Кей стал первым комиком, которому удалось собрать полный Мэдисон-сквер-гарден три раза за один тур в 2015 году. Аудио из тура было выпущено на его веб-сайте с системой оплаты «плати сколько хочешь». В ноябре 2015 года Луи снялся в биографическом драматическом фильме «Трамбо» в качестве второстепенного персонажа, основанного на пяти разных сценаристах, которые были внесены в Чёрный список Голливуда за их предполагаемые связи с коммунистической партией в 1940-х годах.

### 2016 — настоящее время: «Хорас и Пит», «Я люблю тебя, папочка» и скандал с сексуальными домогательствами
В январе 2016 года было объявлено, что Cи Kей и Альберт Брукс совместно создадут, напишут сценарий, спродюсируют и озвучат двух главных персонажей в пилоте анимационного сериала для FX. В следующем январе было объявлено, что премьера сериала состоится в 2018 году на TBS под названием «Копы», сериал будет рассказывать о двух патрульных в Лос-Анджелесе. 30 января 2016 года Луи выпустил первый эпизод трагикомического сериала «Хорас и Пит» на своём веб-сайте без каких-либо предварительных сообщений. В сериале он выступил как режиссёр, сценарист и снялся в главной роли вместе со Стивом Бушеми. Сериал получил в основном положительную реакцию критиков. Луи озвучил джек-рассел-терьера Макса, главного героя мультфильма «Тайная жизнь домашних животных», который вышел 8 июля 2016 года и собрал более 875 млн долларов во всём мире. Си Кей и Памела Эдлон разработали сериал «Лучшие вещи», в котором Памела сыграла главную роль. Премьера шоу состоялась в сентябре 2016 года на FX. 4 апреля 2017 года через потоковый сервис Netflix было выпущено его стендап-выступление «2017», записанное в Вашингтоне.

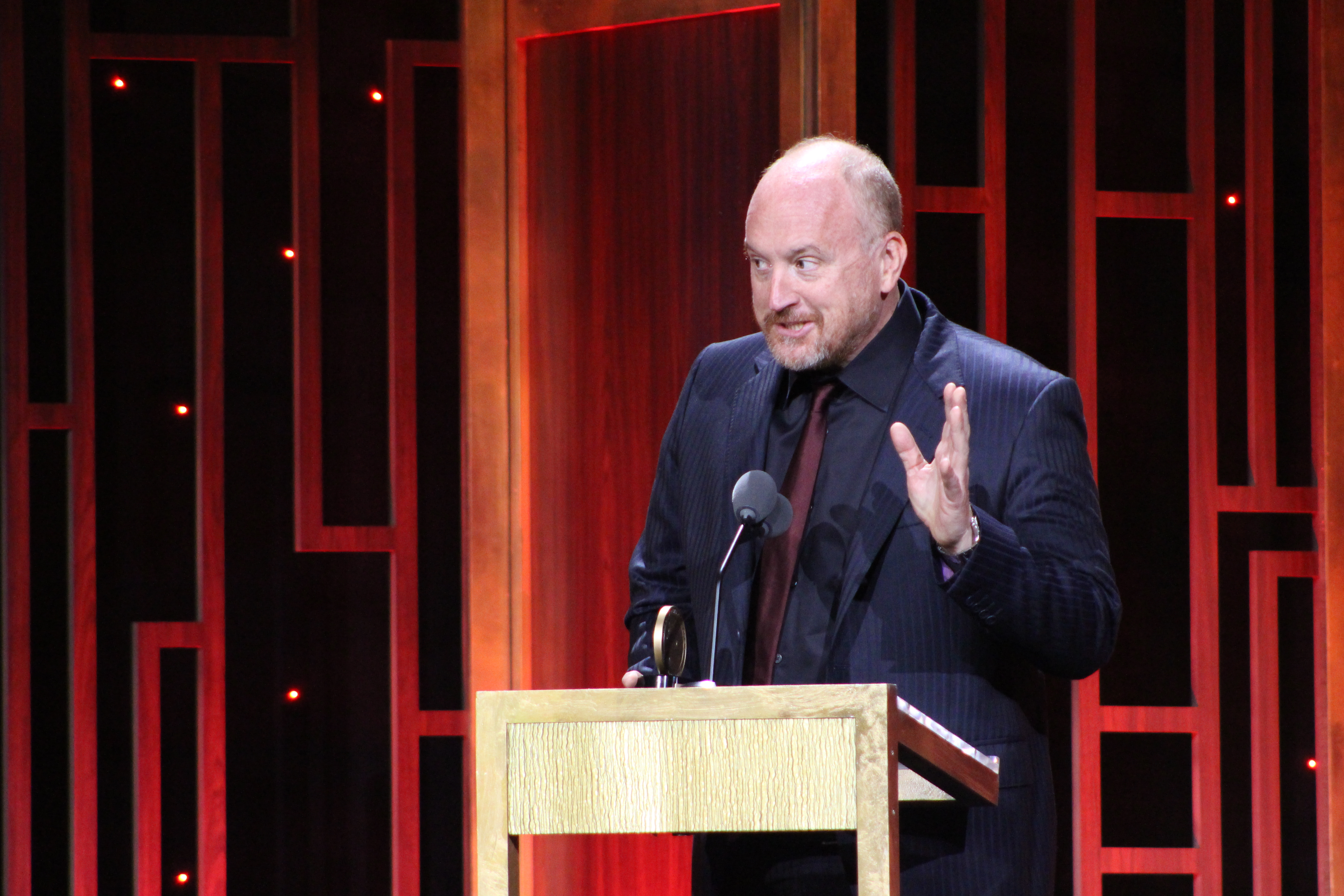
Си Кей с наградой 76-й ежегодной Премии Пибоди в 2017 году.

Луи срежиссировал черно-белый фильм «Я люблю тебя, папочка», полностью снятый на 35-мм киноплёнку в июне 2017 года. Премьера состоялась на Международном кинофестивале в Торонто в сентябре. 9 ноября 2017 года дистрибьютор фильма, компания «The Orchard», отменил премьеру картины в Нью-Йорке из-за «неожиданных обстоятельств». В докладе, опубликованном позднее в тот же день, были раскрыты пять заявлений против Си Кея о сексуальных домогательствах. Его запланированное на следующий день появление на «Позднем шоу со Стивеном Кольбером» также было отменено. Луи, который ранее отклонил обвинения, назвав их слухами, публично признал свою вину на следующий день, сказав: «Эти истории — правда».
Вслед за признанием, «The Orchard» объявила за неделю до запланированного релиза, что не будет распространять фильм «Я люблю тебя, папочка». Актёры фильма Хлоя Грейс Морец и Чарли Дэй заявили, что не будут участвовать в продвижении картины. «FX Networks» объявила о разрыве связей с Cи Kеем, а «Netflix» о том, что не будет продвигать второй его запланированный спешл. HBO отменил появление Луи на предстоящем шоу «Слишком много звёзд» и убрал его контент с канала. TBS приостановила производство и, в конце концов, отказалась от анимационного сериала «Копы», соавтором которого был Си Кей. «Illumination» прекратила сотрудничество с комиком, который должен был озвучить главную роль в предстоящем продолжении мультфильма «Тайная жизнь домашних животных». «Disney Channel» также удалил Луи из повторений двух эпизодов «Гравити Фолз», причём голос его персонажа был уничтожен создателем сериала Алексом Хиршем.

## Обвинения в сексуальном домогательстве
В течение многих лет ходили слухи о сексуальных домогательствах Си Кея, в том числе статья «Gawker» в 2012 году о «любимом комедианте», который любит «заставлять женщин комиков смотреть, как он онанирует». В статье рассказывается о том, как две женщины пытались выйти из комнаты после того, как знаменитый комик начал мастурбировать перед ними на одном мероприятии, он заблокировал им выход, встав перед дверью. Хотя некоторые комедианты ссылались на Си Кея на момент публикации, только в 2015 году «Gawker» официально подтвердил, что статья была о нём. Комики Джен Киркман и Розанна Барр в 2016 году также подтвердили, что статья была о Луи.
Бывший поклонник в 2015 году написал Луи на электронную почту, попросив его «прекратить сексуальное насилие над женщинами комиками». Этот человек утверждал, что Си Кей схватил его подругу за шею, пока она была в комедийном клубе, наклонился и сказал: «Я собираюсь трахнуть тебя». Луи отправил по электронной почте письмо с просьбой созвониться по телефону, после разговора неизвестный почувствовал, что Луи пытается выяснить, что он знает. Си Кей больше никогда не связывался с ним.
Журнал «Vanity Fair» опубликовал статью в августе 2017 года, в которой Тиг Нотаро сказала, что она дистанцировалась от Луи, соавтора и продюсера её шоу «Раз, Миссисипи», частично из-за его отказа в рассмотрении заявлений о сексуальной непристойности от нескольких женщин, а также из-за неуказанного «инцидента» между ними, после чего она не видела его и не общалась с ним.
Си Кей отклонил обвинения, опубликованные в «New York Times» 11 сентября 2017 года, назвав их «слухами». В статье от 9 ноября 2017 года «New York Times» опубликовала утверждения от пяти женщин, которые заявили, что они подверглись сексуальному насилию со стороны Си Кея с конца 1990-х по 2005 год. На следующий день Луи опубликовал заявление, в котором говорилось: «Эти истории — правда» .
Анонимная женщина сообщила об инциденте, который произошёл в конце 1990-х годов во время работы с Луи на «Шоу Криса Рока», где он был сценаристом и продюсером. В то время ей было в районе 20-ти лет, она заявила, что Си Кей неоднократно спрашивал её, не хочет ли она посмотреть, как он мастурбирует. Она сказала, что испытывала давление и, в конце концов, согласилась, Луи мастурбировал в своём рабочем кресле в рабочий день, когда она сидела в его кабинете. Сотрудник, который также работал над шоу, подтвердил, что он слышал об этом.
Комедийный дуэт Дана Мин Гудман и Джулия Волов заявили, что в 2002 году Си Кей пригласил их в гостиничный номер поздно вечером после того, как они вместе провели шоу. Как только они вошли в комнату, Луи спросил, может ли он вынуть свой пенис. Они утверждали, что думают, что он шутит. Затем он снял с себя одежду и начал мастурбировать перед ними голый. Они рассказали, что «кричали и смеялись» от шока и чувствовали себя неспособными уйти. Он эякулировал себе на живот и они немедленно ушли. Они рассказали Чарна Халперну, который был владельцем нескольких импровизационных театров в Лос-Анджелесе, на что он ответил, что не знает, что им делать. Они решили не ходить в полицию, а начали рассказывать другим людям в этой отрасли. Ли Кернис, один из их менеджеров, подтвердила, что она рассказала директору Си Кея, Дэйву Бекки, о том, что произошло. Бекки попросил прекратить рассказывать другим людям об этом инциденте. Гудман и Волов сказали, что с тех пор они чувствовали себя неуверенными в отношении любых проектов с участием Бекки, который был известным менеджером. Позже Дэйв извинился. Он говорит, что не знал о каких-либо других обвинениях против Луи и не полностью понял ситуацию в то время. Бекки разорвал контракт с клиентом на следующий день после опубликованных в «New York Times» заявлений.
Комик Эбби Шакнер рассказала, что в 2003 году она позвонила Луи в офис, где он писал для «Седрик Развлекатель представляет», и попросила, чтобы он присутствовал на её предстоящем шоу. В разговоре он сказал ей, что считает её привлекательной на основе увиденной фотографии. Шакнер заявила, что в следующий раз, когда она разговаривала с ним, она услышала, как он закрыл шторы и начал тяжело дышать, он начал говорить о сексуальных фантазиях, и она поняла, что он мастурбирует. Эбби говорит, что звонок продолжался несколько минут, хотя она ничего не делала, чтобы поощрять это. Она сказала, что не знала, как заставить его остановиться. Её друг Стюарт Харрис подтвердил, что Шакнер рассказала ему об этом инциденте. В 2009 году Си Кей послал Шакнер сообщение в Facebook, в котором извинился за своё поведение шесть лет назад. Он сказал: «Это было плохое время в моей жизни, и я сожалею».
Комик Ребекка Корри сказала, что в 2005 году по дороге на съёмку пилота (где он был приглашённой звездой), он звал её пойти в гримёрку и посмотреть, как он мастурбирует. Исполнительные продюсеры Кортни Кокс и Дэвид Аркетт подтвердили инцидент в электронном письме: «То что случилось с Ребеккой в этом шоу, было ужасно», и объяснили, что они решили закрыть шоу, но Корри убедила их продолжить. В 2015 году Луи написал Ребекке по электронной почте, что он должен перед ней «очень-очень поздно извиниться». Когда Корри объяснила, что он действительно попросил смотреть как он мастурбирует, он признал этот инцидент и добавил: «Раньше я неправильно относился к людям».
В официальном заявлении Си Кей выразил раскаяние в причинённых им страданиях и злоупотреблении своей властью в мире комедии. Однако его критиковали за то, что он не извинился перед женщинами. Он заявил: «Я сказал себе, что то, что я сделал, было нормальным, потому что я никогда не показывал женщине мой член, не спрашивая её об этом сначала». Было отмечено, что он не всегда дожидался, когда женщины скажут «да».
Луи включил в своё заявление, что он не понимал, что это ставило женщин в затруднительное положение из-за его власти в отрасли, потому что «когда у вас есть власть над другим человеком, попросить их посмотреть на ваш член, не проблема», а он не был осведомлён о степени воздействия своих действий. Си Кей извинился за профессиональную и личную жизнь, на которую повлияли его действия, в том числе перед актёрами «Лучшие вещи», «Баскетс», «Копы», «Раз, Миссисипи», «Я люблю тебя, папочка» и другими, которые работали с ним в проектах, которые теперь были отменены или приостановлены. Он также извинился перед своим менеджером Дэйвом Бекки, который получил негативную прессу за прикрытие Луи.

## Филантропия
В 2011 году, продавая «Живое выступление в Театре Бикон» на своём веб-сайте, Луи заработал миллион долларов в течение нескольких дней, половину из которых он отдал своим сотрудникам и благотворительным организациям, включая «Fistula Foundation», «Green Chimneys», «Pablove Foundation», «Charity: Water» и «Kiva».

## Политические взгляды
О своей партийности Луи заявляет: «Некоторые вещи, которые я считаю очень консервативными или очень либеральными, могут попадать в одну категорию, я очень подозрительный. Мне кажется, что нет смысла иметь одно и то же решение для каждого вопроса».
В марте 2016 года Си Кей отправил электронное письмо тем, кто подписался на его рассылку, со своим мнением о президентской гонке. Он сказал, что хочет консервативного президента, но критикует кандидата в президенты от Республиканской партии Дональда Трампа, считая его похожим на Адольфа Гитлера. Он сказал, что Трамп — «безумный фанатик», хотя у него есть захватывающие качества. Луи добавил: «Он не монстр, он печальный человек». Позже он назвал своё электронное письмо «иррациональным» и заявил, что никогда не должен снова писать своё мнение.

## Интересные факты
- Во время интервью с министром обороны Дональдом Рамсфелдом на шоу, Луи неоднократно спрашивал его действительно ли он на самом деле является инопланетянином из расы рептилоидов, который «ест мексиканских детей»[120]. Рамсфелд отказался комментировать, а видео с тех пор стало вирусным[120].
- Си Кей стал одним из первых артистов, который использовал свой веб-сайт, чтобы предлагать прямые продажи билетов на его стендап шоу, а также бесплатную загрузку видеоконтента без DRM[21]. Таким образом, он распродал билеты на свой тур, обходя крупные торговые точки, минуя их накладные расходы и центры, которые они контролируют[21][60]. Успех спешлов Луи побудил других комедиантов, в том числе Джима Гаффигана, Джо Рогана и Азиза Ансари, выпустить свои собственные с подобной бизнес-моделью.

## Фильмография

### Кино
| Год  | Название                                | Оригинальное название        | Роль                                   | Примечание |
| ---- | --------------------------------------- | ---------------------------- | -------------------------------------- | --- |
| 1984 | Трэшовый день                           | Trash Day                    |                                        | Режиссёр, сценарист Короткометражный фильм                                                                                 |
| 1990 | Салат Цезарь                            | Caesar’s Salad               |                                        | Режиссёр, сценарист, продюсер Короткометражный фильм                                                                       |
| 1993 | Мороженое                               | Ice Cream                    | Цветовод                               | Режиссёр, сценарист, продюсер, монтажёр, актёр Короткометражный фильм                                                      |
| 1995 | Легенда о Уилли Брауне                  | The Legend of Willie Brown   |                                        | Режиссёр, сценарист, продюсер Короткометражный фильм                                                                       |
| 1995 | Буква V                                 | The Letter V                 |                                        | Режиссёр, сценарист, продюсер Короткометражный фильм                                                                       |
| 1995 | Угонщик                                 | Highjacker                   |                                        | Режиссёр, сценарист, продюсер Короткометражный фильм                                                                       |
| 1995 | Привет                                  | Hello There                  | Человек на улице/Голос на плёнке       | Режиссёр, сценарист, продюсер, актёр Короткометражный фильм                                                                |
| 1995 | Поздний завтрак                         | Brunch                       |                                        | Режиссёр, сценарист, продюсер Короткометражный фильм                                                                       |
| 1998 | Завтра вечером                          | Tomorrow Night               | Человек, обрызгивающий людей из шланга | Режиссёр, сценарист, продюсер                                                                                              |
| 1999 | Персона Ne’ll Aqua                      | Persona Ne’ll Aqua           |                                        | Режиссёр, сценарист Эпизод в «Поздняя ночь с Конаном О’Брайеном»                                                           |
| 2000 | Уродливая месть                         | Ugly Revenge                 | Рассказчик                             | Режиссёр, сценарист, актёр Эпизод в «Ярлыки»                                                                               |
| 2000 | Тунец                                   | Tuna                         | Клинт                                  | Актёр |
| 2001 | Обратно на Землю                        | Down to Earth                |                                        | Сосценарист |
| 2001 | Пути Тэнг                               | Pootie Tang                  |                                        | Режиссёр, сосценарист, сопродюсер (уволен во время монтажа)                                                                |
| 2005 | Лондон                                  | London                       | Терапевт                               | Актёр |
| 2006 | В поисках Никсона                       | Searching for Nixon          | Человек в маске Ричарда Никсона        | Режиссёр, сценарист, монтажёр, актёр Короткометражный фильм (снят в 1997)                                                  |
| 2007 | Кажется, я люблю свою жену              | I Think I Love My Wife       |                                        | Сосценарист |
| 2008 | В одно ухо влетело                      | Diminished Capacity          | Стэн                                   | Актёр |
| 2008 | Добро пожаловать домой, Роско Дженкинс! | Welcome Home Roscoe Jenkins  | Марти                                  | Актёр |
| 2008 | Взрослая неожиданность                  | Role Models                  | Охранник                               | Актёр |
| 2009 | Изобретение лжи                         | The Invention of Lying       | Грег Кляйншмидт                        | Актёр |
| 2010 | Уморительно                             | Hilarious                    | В роли себя                            | Сценарист, исполнитель, режиссёр, исполнительный продюсер, монтажёр Стендап-спешл, презентованный на кинофестивале Сандэнс |
| 2013 | Жасмин                                  | Blue Jasmine                 | Эл Мансингер                           | Актёр |
| 2013 | Афера по-американски                    | American Hustle              | Стоддард Торсен                        | Актёр |
| 2014 | Этим утром в Нью-Йорке                  | The Angriest Man in Brooklyn | Доктор Филдинг                         | Актёр (не указан в титрах)                                                                                                 |
| 2015 | Трамбо                                  | Trumbo                       | Арлен Хёрд                             | Актёр |
| 2016 | Тайная жизнь домашних животных          | The Secret Life of Pets      | Макс (голос)                           | Актёр |
| 2017 | Я люблю тебя, папочка                   | I Love You, Daddy            | Глен Тофер                             | Режиссёр, сценарист, актёр, продюсер, монтажёр                                                                             |

### Телевидение
| Год                        | Название                                  | Оригинальное название                  | Роль                                        | Примечание                                                                              |
| -------------------------- | ----------------------------------------- | -------------------------------------- | ------------------------------------------- | --------------------------------------------------------------------------------------- |
| 1993—1994                  | Поздняя ночь с Конаном О’Брайеном         | Late Night with Conan O’Brien          | Различные роли                              | Сценарист, актёр (291 эпизод)                                                           |
| 1995                       | Позднее шоу с Дэвидом Леттерманом         | Late Show with David Letterman         |                                             | Сценарист (11эпизодов)                                                                  |
| 1995, 1997—2007, 2012—2017 | Субботним вечером в прямом эфире          | Saturday Night Live                    | Различные роли                              | Актёр, ведущий                                                                          |
| 1995                       | Солнечные небеса Хоуи Мэндела             | Howie Mandel’s Sunny Skies             | Различные роли                              | Режиссёр, сценарист, актёр                                                              |
| 1996                       | Шоу Дана Кэрви                            | The Dana Carvey Show                   | Различные роли                              | Главный сценарист, продюсер, актёр (8 эпизодов)                                         |
| 1996                       | Получасовая комедия на HBO                | HBO Comedy Half-Hour                   | В роли себя                                 | Сценарист, исполнитель Стендап-спешл                                                    |
| 1996—2002                  | Доктор Кац, профессиональный терапевт     | Dr. Katz, Professional Therapist       | Луис (голос)                                | Актёр, сценарист (4 эпизода)                                                            |
| 1997                       | Оддвиль, MTV                              | Oddville, MTV                          | Дэвид Кросс                                 | Актёр (1 эпизод)                                                                        |
| 1997—1999                  | Шоу Криса Рока                            | The Chris Rock Show                    | Различные роли                              | Сценарист, сопродюсер, актёр (28 эпизодов)                                              |
| 1999                       | Шоу талантов Луи Си Кея «Мерзкий тупица»  | Louis C.K.'s Filthy Stupid Talent Show | В роли себя                                 | Сценарист, исполнитель, сопродюсер Спешл                                                |
| 2000                       | Ярлыки                                    | ShortCuts                              | В роли себя                                 | Ведущий (10 эпизодов)                                                                   |
| 2001                       | Comedy Central представляет               | Comedy Central Presents                | В роли себя                                 | Сценарист, исполнитель                                                                  |
| 2002                       | Домашнее видео                            | Home Movies                            | Эндрю Смолл                                 | Актёр (голос, 5 эпизодов)                                                               |
| 2002—2003                  | Седрик Развлекатель представляет          | Cedric the Entertainer Presents        |                                             | Сценарист, соисполнительный продюсер (16 эпизодов)                                      |
| 2005                       | Выступление на одну ночь                  | One Night Stand                        | В роли себя                                 | Сценарист, исполнитель Стендап-спешл                                                    |
| 2006                       | Счастливчик Луи                           | Lucky Louie                            | Луи                                         | Создатель, актёр, сценарист, исполнительный продюсер (13 эпизодов)                      |
| 2007                       | Бесстыжие                                 | Shameless                              | В роли себя                                 | Сценарист, исполнитель, исполнительный продюсер Стендап-спешл                           |
| 2008                       | Потрёпанный                               | Chewed Up                              | В роли себя                                 | Сценарист, исполнитель, режиссёр, исполнительный продюсер, монтажёр Стендап-спешл       |
| 2009, 2012                 | Парки и зоны отдыха                       | Parks and Recreation                   | Дейв Сандерсон                              | Актёр (6 эпизодов)                                                                      |
| 2010—2015                  | Луи                                       | Louie                                  | Луи Си Кей                                  | Создатель, актёр, сценарист, режиссёр, исполнительный продюсер, монтажёр (61 эпизод)    |
| 2011                       | Живое выступление в Театре Бикон          | Live at the Beacon Theater             | В роли себя                                 | Сценарист, исполнитель, режиссёр, исполнительный продюсер, монтажёр Стендап-спешл       |
| 2013                       | О, мой Бог!                               | Oh My God                              | В роли себя                                 | Сценарист, исполнитель, режиссёр, исполнительный продюсер, монтажёр Стендап-спешл       |
| 2015                       | Живое выступление в «Комедийном Магазине» | Live at the Comedy Store               | В роли себя                                 | Сценарист, исполнитель, режиссёр, исполнительный продюсер, монтажёр Стендап-спешл       |
| 2015—2016                  | Гравити Фолз                              | Gravity Falls                          | Ужасающее потное однорукое чудовище (голос) | Актёр (2 эпизода)                                                                       |
| 2015—2017                  | Раз, Миссисипи                            | One Mississippi                        |                                             | Исполнительный продюсер                                                                 |
| 2016                       | Портландия                                | Portlandia                             | В роли себя                                 | Актёр (1 эпизод)                                                                        |
| 2016                       | Хорас и Пит                               | Horace and Pete                        | Хорас Уиттел VIII                           | Создатель, актёр, сценарист, режиссёр, исполнительный продюсер Веб-сериал (10 эпизодов) |
| 2016—2017                  | Баскетс                                   | Baskets                                |                                             | Соавтор, сценарист, исполнительный продюсер                                             |
| 2016—2017                  | Всё к лучшему                             | Better Things                          |                                             | Соавтор, сценарист, режиссёр, исполнительный продюсер                                   |
| 2017                       | Гриффины                                  | Family Guy                             | В роли себя                                 | Актёр (голос, 1 эпизод)                                                                 |
| 2017                       | 2017                                      | 2017                                   | В роли себя                                 | Сценарист, исполнитель, режиссёр, исполнительный продюсер Стендап-спешл                 |

### Документальные фильмы
| Год  | Название                                   | Оригинальное название                               | Примечание                       |
| ---- | ------------------------------------------ | --------------------------------------------------- | -------------------------------- |
| 2006 | Максимизирован                             | Maxed Out                                           | В роли себя                      |
| 2007 | Примем позу 201 с мистером Вулем           | Assume the Position 201 with Mr. Wuhl               | В роли себя                      |
| 2010 | Я — комик                                  | I Am Comic                                          | В роли себя                      |
| 2011 | Говоря смешно                              | Talking Funny                                       | В роли себя; Телевизионный спешл |
| 2016 | Спасибо, Дел: История марафона Дела Клоуза | Thank You, Del: The Story of the Del Close Marathon | В роли себя                      |

## Награды
- 1998 — Кинофестиваль во Флориде (лучший сценарий) — «Завтра вечером»
- 1998 — Международный кинофестиваль в Хэмптоне (лучший американский независимый фильм) — «Завтра вечером»
- 1999 — Прайм-таймовая премия «Эмми» (лучший сценарий для варьете или музыкальной программы) — «Шоу Криса Рока»
- 2011 — Премия Американского института киноискусства (лучшая телевизионная программа года) — «Луи»
- 2011 — Спутник (лучший актёр комедийного сериала или мюзикла) — «Луи»
- 2011 — Comedy Awards (лучший стендап-спешл) — «Уморительно»
- 2012 — Премия Американского института киноискусства (лучшая телевизионная программа года) — «Луи»
- 2012 — Выбор телевизионных критиков (лучший актёр комедийного сериала) — «Луи»
- 2012 — Прайм-таймовая премия «Эмми» (лучший сценарий для комедийного сериала) — «Луи» (за эпизод «Беременность»)
- 2012 — Премия Ассоциации телевизионных критиков (за личные достижения в комедии) — «Луи»
- 2012 — Премия Ассоциации телевизионных критиков (за выдающиеся достижения в комедии) — «Луи»
- 2012 — Comedy Awards (лучший стендап-спешл) — «Живое выступление в Театре Бикон»
- 2012 — Прайм-таймовая премия «Эмми» (лучший сценарий для варьете, музыкального или комедийного сериала) — «Живое выступление в Театре Бикон»
- 2013 — Премия Альянса женщин киножурналистов (лучший актёрский ансамбль) — «Афера по-американски»
- 2013 — Премия Общества кинокритиков Детройта (лучший актёрский ансамбль) — «Афера по-американски»
- 2013 — Премия Нью-Йоркских онлайн-кинокритиков (лучший актёрский ансамбль) — «Афера по-американски»
- 2013 — Премия Общества кинокритиков Финикса (лучший актёрский ансамбль) — «Афера по-американски»
- 2013 — Премия киноакадемии кинокритиков Сан-Диего (лучший актёрский ансамбль) — «Афера по-американски»
- 2013 — Выбор телевизионных критиков (лучший актёр комедийного сериала) — «Луи»
- 2013 — Премия Пибоди (за высокое качество) — «Луи»
- 2013 — Премия Ассоциации телевизионных критиков (за личные достижения в комедии) — «Луи»
- 2013 — Премия Гильдии сценаристов США (лучший комедийный сериал) — «Луи» (вместе с Памелой Эдлон и Верноном Четмэном)
- 2013 — Прайм-таймовая премия «Эмми» (лучший сценарий для стендап-спешла) — «О, мой Бог!»
- 2014 — American Comedy Awards (лучший комедийный спешл) — «О, мой Бог!»
- 2014 — American Comedy Awards (лучший комедийный актёр второго плана в фильме) — «Афера по-американски»
- 2014 — Critics’ Choice Movie Awards (лучший актёрский ансамбль) — «Афера по-американски»
- 2014 — Премия Гильдии киноактёров США (за лучший актёрский состав в игровом кино) — «Афера по-американски»
- 2014 — Прайм-таймовая премия «Эмми» (лучший сценарий для комедийного сериала) — «Луи» (за эпизод «Так сделала толстая леди»)
- 2014 — Премия Ассоциации телевизионных критиков (за выдающиеся достижения в комедии) — «Луи»
- 2015 — Премия Ассоциации телевизионных критиков (за выдающиеся достижения в комедии) — «Луи»
- 2015 — Прайм-таймовая премия «Эмми» (лучший сценарий для стендап-спешла) — Живое выступление в «Комедийном магазине»